# Speak white
Speak white — вираз в англомовних країнах (особливо в США та Канаді), яке вживали білі колонізатори, почувши малозрозумілу їм мову негрів або індіанців піджінами, креольськими або автохтонними мовами. Лайка була пізніше популяризована в антиколоніальній, антиімперіалістичній, художній, а потім і науково-історичній літературі як один із символів колоніалізму, ксенофобії, расизму та сегрегації.

## Історія
Вираз зародилося в американській англійській мові півдня США (див. Англійська мова півдня США), коли освіченіші білі плантатори глузували з менш грамотної, ніж у них самих, мови рабів-негрів (див. американський варіант англійської мови або ебонікс). Потім вираз перекочував до Канади, і його часто можна було почути на вулицях Монреаля, коли багаті англомовні магнати, що становили еліту міста, висловлювали своє негативне ставлення до французької мови та франкоканадської культури та історії міста та народу, прозваного «білими неграми Америки». На цьому грунті у частини франкофонів Канади був присутній комплекс неповноцінності своєї мови, якою вони довгий час соромилися говорити в присутності англофонів. Згодом, зі зростанням квебекської самосвідомості, з'явився вірш франкоканадської поетеси Мішель Лалонд «Говоріть як білі» (1968), що розповідає про становище народу в епоху британської колонізації і спрямований проти імперіалізму англо-квебекців.